# 巴蘭瑤
巴蘭瑤（印尼語：Bukit Sigoler，通稱Pelanjau）是印度尼西亞西加里曼丹省三發縣直木港鎮所轄的村之一，位於該鎮西部，烏洛河流經此地。巴蘭瑤為達雅族居多的一個村落，有一座巴蘭瑤達雅族傳統民居。

## 外部連結
- （印尼文）https://tebas.sambas.go.id/desa/desa-bukit-sigoler